# Cromozomul uman 10
Cromozomul 10 este unul dintre cele 23 de perechi de cromozomi umani, anume un autozom. Oamenii au în mod normal două copii al acestuia. Cromozomul 10 are o anvergură de aproximativ 135 milioane nucleotide în perechi (materialul de bază pentru ADN), și reprezintă între 4% și 4,5% din totalul de ADN din celule.
Identificarea genelor la fiecare cromozom este un domeniu activ al cercetării genetice. Datorită diferitelor tactice folosite de cercetători pentru a prezice numărul de gene pentru fiecare cromozom, acesta variază. Cromozomul 10, cel mai probabil, conține între 800 și 1.200 de gene.